# Креспи Фиоль, Хуан
Хуан Креспи Фиоль (исп. Joan Crespí Fiol; 1 марта 1721, Пальма — 1 января 1782, Кармел, Калифорния) — испанский миссионер-францисканец и землепроходец.

## Биография
Родился 1 марта 1721 года в городе Пальма-де-Мальорка. Вступил во францисканский орден в 17-летнем возрасте и в 1749 году отправился в Америку, работая первоначально в миссиях под руководством Хуниперо Серра и Франсиско Палоу. 
В 1770 году основал миссию в честь святого Карло Борромео, выросшую в город Кармель. 
В 1769 году Креспи принял участие в экспедиции Гаспара де Портолы в Верхнюю Калифорнию, где основал поселения на месте современных городов Сан-Диего и Монтерей. Служил капелланом в экспедиции Хуана Хосе Переса Эрнандеса к северу вдоль тихоокеанского побережья. Его записки и зарисовки, впервые опубликованные в 1927 году, являются ценным свидетельством индейского быта того времени.
Хуан Креспи Фиоль умер 1 января 1782 года в Кармеле.